# Route nationale 373
Pour les articles homonymes, voir Route 373.
La route nationale 373 ou RN 373 était une route nationale française reliant Compiègne à la Belle-Étoile. À la suite de la réforme de 1972, elle a été déclassée en RD 973 dans l'Oise et dans l'Aisne, sauf entre Château-Thierry et Marchais-en-Brie où elle a été renumérotée RD 1, et en RD 373 dans la Marne et dans l'Aube.
Voir le tracé de la RN 373 sur Google Maps

## Ancien tracé de Compiègne à la Belle-Étoile (D 973, D 1 & D 373)
- Compiègne D 973 (km 0)
- Pierrefonds (km 12)
- Retheuil (km 16)
- Taillefontaine (km 19)
- Villers-Cotterêts (km 28)
- Dampleux (km 33)
- Chouy (km 42)
- Neuilly-Saint-Front (km 48)
- Latilly (km 53)
- Grisolles (km 57)

Elle faisait tronc commun avec la RN 37 jusqu'à Château-Thierry.
- Château-Thierry D 1 (km 71)
- Fontenelle-en-Brie (km 87)
- Marchais-en-Brie (km 91)
- Montmirail D 373 (km 96)
- Le Gault-Soigny (km 104)
- Mœurs-Verdey (km 116)

Elle faisait tronc commun avec la RN 4 jusqu'à Sézanne.
- Sézanne D 373 (km 120)
- Chichey (km 125)
- Queudes (km 128)
- Anglure (km 137)
- Granges-sur-Aube (km 140)
- Étrelles-sur-Aube (km 143)
- Saint-Oulph (km 148)
- Méry-sur-Seine (km 150)
- Mesgrigny (km 153)
- La Belle-Étoile (km 154)